# حمد بن سليمان البازعي
الدكتور حمد بن سليمان البازعي نائب وزير المالية في المملكة العربية السعودية.

## الشهادات
حصل على شهادة البكالوريوس في العلوم الإدارية تخصص اقتصاد من كلية العلوم الإدارية بجامعة الملك سعود عام 1981، وعلى ماجستير العلوم في الاقتصاد من كلية الآداب والعلوم الإنسانية بجامعة ولاية كلورادو بالولايات المتحدة عام 1991، وعلى دكتوراه الفلسفة في الاقتصاد من الجامعة نفسها عام1995.
فكانت بداية مسيرته أستاذا مشاركا في قسم الاقتصاد بجامعة الملك سعود في الرياض، ساهم حينها في الحراك الأكاديمي المختص في علم الاقتصاد حيث شارك في العديد من الندوات والمؤتمرات العلمية محلياً وخارجياً، وكانت له إسهامات في مجال النشر فنشر أكثر من 20 بحثا في دوريات متخصصة، والعديد من المقالات في الصحف والمجلات، كما أنه يشارك في البرامج الإذاعية والتلفزيونية.اثبت من خلال ذلك كفاءته وأنه اجدر بتولي مناصب أكبر تخدم مصالح الدولة وتتواكب مع عقليته الاقتصادية الفذه..

## التعيين
بدأت انطلاقته العملية المهنية بعد أن أسست في ردهات الجامعة وأجواء العمل الأكاديمي قبل 14 عاما انطلاقته الفعلية في الحياة المهنية فشغل الدكتور حمد بن سليمان البازعي منصب وكيل وزارة المالية للشئون الاقتصادية في السعودية منذ عام 1999 أي بعد 4 أعوام فقط على عودته من إكمال دراسة الدكتوراه من الولايات المتحدة الأميركية، وبعد 5 أعوام قضاها في التعليم الأكاديمي والبحث العلمي.
ثم بعد ذلك تم إصدار الامر الملكي رقم (أ/135 بتاريخ 22 / 9 / 1430هـ) بتعيينه نائبا لوزير المالية بمرتبة وزير.
كان هذا الأمر الملكي ليس إلا تقديراً لطاقات ابن من أبناء الوطن وامتداداً لحرص القيادة في رفع الأداء الاقتصادي ومواكبته مع نمو المملكة المتسارع اقتصادياً..
فمنذ دخوله العمل المهني فكانت المسئوليات تتوالا على الدكتور البازعي إذ تولى زمام عضويات عديدة تخطت الشأن المحلي إلى الإقليمي والعربي وصولا إلى الدولي، إذ خاض غمار العمل في عدد من الشئون الحيوية الاقتصادية منها المفاوضات والنفط والتجارة والبنوك والمعادن والأسمنت.

## المسؤوليات
من مسئولياته المناطة به أن حمل البازعي لواء المنسق العام لدول مجلس التعاون لدول الخليج العربية في مفاوضات التجارة مع الاتحاد الأوروبي منذ عام 2005، في الوقت الذي تولى فيه منصب محافظ السعودية في صندوق الأوبك للتنمية الدولية، ومن ثم تم اختياره عضوا في الفريق التفاوضي لانضمام المملكة لمنظمة التجارة العالمية.
وواصل البازعي مسؤولياته على الصعيد الإقليمي والعربي إذ عين عضوا في مجلس إدارة بنك الخليج الدولي، وعضو اللجنة التحضيرية للمجلس الأعلى للبترول والمعادن، وعضوا في مجلس إدارة شركة أسمنت المنطقة الجنوبية.